# مقاطعة أليغاني (فيرجينيا)
 مقاطعة أليغاني  (بالإنجليزية:  Alleghany County)‏ هي إحدى المقاطعات في ولاية فيرجينيا في الولايات المتحدة الأمريكية.